# 3 Grey Gables
3 Grey Gables (deutsch: „Drei graue Giebel“) ist eine Villa nahe der schottischen Ortschaft Monkton in der Council Area South Ayrshire. 1992 wurde das Bauwerk in die schottischen Denkmallisten in der höchsten Denkmalkategorie A aufgenommen. Die Villa wurde im Jahre 1909 für den schottischen Verleger William Alexander Collins (William Collins, Sons) erbaut.

## Beschreibung
Die Villa liegt rund zwei Kilometer nordwestlich von Monkton unweit des Flughafens Prestwick an der Southwood Road. Sie ist im Stile der Arts-and-Crafts-Bewegung gestaltet mit einem ausladenden, mit grauem Schiefer eingedeckten Satteldach. Die nordostexponierte Frontseite des zweistöckigen Gebäudes ist annähernd symmetrisch aufgebaut. Drei markante Giebelflächen dominieren die traufseitigen Vorder- und Rückseiten. Die graue Farbe des Daches wird über die Fassaden fortgeführt, die bis auf Höhe des Erdgeschosses mit denselben Platten verkleidet sind.
Der Eingangsbereich befindet sich mittig unterhalb der zentralen Giebelfläche. Er ist mit einem eingelassenen Tympanon mit flachem Segmentbogen gestaltet und wird von zwei schmalen, vertikalen Bleiglasfenstern flankiert. Darüber sind drei Drillingsfenster mit stählernen Mittelpfosten angeordnet. Alle sechs Giebelflächen sind mit Vierlingsfenster gestaltet. Mit Ausnahme des Eingangsbereiches treten unterhalb aller Giebel, halboktogonale Ausluchten hervor, die über zwei Stockwerke geführt sind. Die Gebäuderückseite ist analog der Vorderseite gestaltet.